# Otia Hispanica (ed. 2)
Otia Hispanica (ed. 2) (abreviado Otia Hispan. (ed. 2)) es un libro ilustrado y con descripciones botánicas escrito por el botánico inglés Philip Barker Webb y publicado en París en 1853 con el nombre de Otia Hispanica, seu, Delectus plantarum rariorum aut nondum rite notarum per Hispanias sponte nascentium [new & enlarged edition].